# Нитобе Иназо
Нитобе Иназо (енглески: Nitobe Inazō, јапански: 新渡戸 稲造; 1. септембар 1862—15. октобар 1933) је био јапански пољопривредни економиста, аутор, педагог, дипломата, политичар, и хришћанин, током периода пре Другог светског рата.

## Детињство и младост
Нитобе је рођен у Мориокау, (данашњој Ивате префектури). Његов отац је био пратилац локалном даимјоу Намбу клана. Његово име када се родио је било Инаносуке. Нитобе је отишао из Мориока у Токио 1871. године, да постане наследник свог ујака, Ота Токитошија, и тада је променио име у Ота Иназо. Он је касније поново променио у Нитобе када су његова браћа умрла.

## Образовање
Нитобе је у студирао на Сапоро Пољопривредном факултету. Он је прешао у хришћанство због утицаја доктора Вилијама Кларка, првог потпредседника директора на колеџу, који је предавао на факултету, али се они никада нису лично срели. Нитобе је одлучио да студира пољопривреду због наде цара Муцохитеа да ће Нитобе породица наставити да унапређује развој пољопривреде (Нитобеов отац помогао да се развија пољопривреда у северном делу Намбу провинције).
Нитобе је 1883. године уписао Токио Империал Универзитет, како би студирао енглеску књижевност и економију. Разочарао се у ниво истраживања у Токиу и зато је напустио универзитет и отишао да студира у Сједињеним Америчким Државама.
Он је отпутовао у САД 1884. године, и остао је три године у Балтимору, да студира економију и политичке науке на Универзитету Џонс Хопкинс. Док је био у Балтимору, постао је члан Друштва религиозних пријатеља. Кроз њихову заједницу је у Филаделфији упознао Мери Петерсон Елкинтон, коју је на крају оженио.
Док је био на универзитету Џонс Хопкинс понуђено му је да ради као асистент професора на Сапоро Пољопривредном факултету, али је морао прво да докторира економију пољопривреде у Немачкој. Завршио је студије после три године на Хали Универзитету и вратио се на кратко у Сједињене Америчке Државе да се ожени са Мери Елкинтон у Филаделфији пре него што се преселио у Сапоро 1891. До његовог повратка у Јапан је објавио књиге на енглеском и немачком, и добио први од његових пет доктората.
Нитобе је предавао на факултету до 1897. када га је напусто. Провео је три године пишући у Јапану и Калифорнији. Једна од књига које је написао током овог периода је Бушидо: Душа Јапана.

## Бирократа и професор
Нитобе је именован за техничког саветника јапанске колонијалне владе на Тајвану 1901. године, где је био на челу шећерног бироа.
Такође је постао редовни професор права на Универзитету Кјото Империал 1904. године и предавао колонијалне студије. Предавао је и економику пољопривреду и колонијалне студије у Токију и наглашавао је хуманитарни аспект колонијалног развоја.
Док је радио као професор у Токију, постао је први професор који је отишао на да предаје у Сједињене Америчке Државе.
После Првог светског рата, Нитобе се придружио осталим реформски оријентисан јапанцима организације Јапански Савет.

## Дипломата и државник
Када је Лига народа основана 1920. године, Нитобе је постао један од генералних секретара Лиге, и преселио се у Женеву, Швајцарску. Он је постао оснивачки директор Међународног комитета за интелектуалну сарадњу (који је касније постао УНЕСКО под мандатом Уједињених нација).
У августу 1921. године, Нитобе је учествовао у 13. Светском конгресу есперанта у Прагу, као званични делегат Лиге народа. Његов извештај Генералној скупштини Савеза је био први објективан извештај о Есперанту једаног званичног представника међувладине организације.
Након што је отишао из Лиге народа, Нитобе је кратко радио у јапанском парламенту. Имао је критичне ставове о повећању милитаризам у Јапану почетком 1930-их, и није му се свидело што се Јапан повлачи из Лиге народа 1933. због Мукденске кризе.
У октобру 1933. године, Нитобе је присуствовао конференцији у Банфу, Алберта Института за пацифичке односе. На повратку кући са конференције, Нитобеова упала плућа се погоршала и био је примљен у Краљевску болницу у Викторији у Британској Колумбији, Канади. Умро је 15. октобра 1933. након операције. Након његове смрти Мери је објавила многе Нитобеове необјављене рукописе, укључујући и мемоаре раног детињства.

## Наследство
Нитобе је био плодан писац. Објавио је више научних књига, као и књига за опште читалаца. Он је такође допринео стотинама чланака у популарним часописима и новинама. Нитобе је ипак најпознатији на западу због своје књиге Бушидо: Душа Јапана (1900), која је била једана од првих великих радова о самурајској етици и јапанској култури написана на енглеском језику (књига је накнадно преведена на јапански и многе друге језике).
Пријем и утицај Бушида је био сасвим другачији у Јапану и на Западу. На Западу, Бушидо је био бестселер од избијања Руско-јапанског рата 1904. године, а преведен је на десетине језика.

## Цитати
- „Оно што је важно је да покушамо да развијемо увид и мудрост, а не пуко знање, поштујемо нечији карактер, а не  његово учење, и негујмо људске карактере, а не пуке таленте."
- „Ако има нешто да се уради, свакако постоји најбољи начин да се то уради, а најбољи начин је најекономичнији и највише грациозан[6]